# BOS+
BOS+ (tevens gestileerd als BOS+) is een Vlaamse organisatie die zich bezighoudt met het behouden, verbeteren en uitbreiden van bossen. De organisatie ontstond in 1970 als de Vlaamse Bosbouwvereniging (VBV).
De organisatie kent twee suborganisaties: BOS+ Vlaanderen en BOS+ tropen. BOS+ Vlaanderen is een milieuorganisatie die enkel in Vlaanderen opereert en zich louter focust op bossen in Vlaanderen. BOS+ tropen is een ontwikkelingsorganisatie die zich hoofdzakelijk focust op tropische bossen in Zuid-Amerika (hoofdzakelijk Ecuador, Peru, Bolivia) en Afrika (vooral Ethiopië, Tanzania, Oeganda). BOS+ verricht in Vlaanderen wel educatieve werkzaamheden.
De organisatie voert ook beroepsprocedures tegen het aansnijden van open ruimte, zoals van de stelplaats Wissenhage.